# Can't Take My Eyes Off You
"Can't Take My Eyes Off You" é um single de 1967 interpretado por Frankie Valli. O tema foi um dos maiores êxitos de Valli, alcançando o segundo lugar na Billboard Hot 100, arrecadando um disco de ouro, apenas suplantado em 1975, quando "My Eyes Adored You" atingiu o primeiro lugar no mesmo chart. A canção teve um enorme impacto cultural, com centenas de covers, muitos dos quais estiveram eles próprios nas paradas, em diferentes países. A canção é um marco e amiúde utilizada nas séries televisivas e "spots" de publicitários de todo o mundo, como também nas trilhas sonoras de filmes, e mesmo integrando o enredo de alguns filmes, como quando os protagonistas principais cantam ou organizam a sua própria versão.
A NASA fez passar  a versão original como canção de despertar, no dia 23 de novembro de 2008, data do 23º aniversário de casamento do astronauta Christopher Ferguson a bordo e comandante da missão STS-126 do space shuttle OV-105 Endeavour.

## Versões cover
- The Lettermen #7 no Billboard Hot 100 com o medley Goin' Out of My Head;[3]
- Engelbert Humperdinck em 1968 incluiu a canção no álbum A Man Without Love;[4]
- Diana Ross & The Supremes gravaram um cover no álbum Together;[5]
- Nancy Wilson, cantora de jazz, alcançou #52 em 1969 no Billboard Hot 100;[6]
- Julio Iglesias em 1975 cantou o tema em inglês no show televisivo Julio Show;[7]
- Em 1982 a banda Hi-NRG e disco Boys Town Gang, gravaram uma versão disco com grande impacto em vários charts nacionais, principalmente após a visibilidade dada pelo seu uso no filme (1978) The Deer Hunter, (br: O franco atirador / pt: O caçador). Já em 2011, quase 30 anos após, a gravação para fins comerciais vendeu mais de cem mil cópias no Japão, sendo galardoada com um certificado digital de ouro pela Recording Industry Association of Japan;
- Em 1991 os Pet Shop Boys usaram parte da canção no seu single Where the Streets Have No Name (I Can't Take My Eyes off You), #4 no Reino Unido e #3 no Hot Dance Singles Sales dos Estados Unidos:[8]
- No filme 10 Coisas Que Odeio Em Você (10 Things I Hate About You) de 1999, o personagem dé Heath Ledger, Patrick Verona, canta a música Can't Take My Eyes Off Of You nas arquibancadas do campo do colégio para impressionar a personagem de Julia Stiles, Kat Stratford.
- No filme O Filho do Máskara de 2005, o personagem principal Tim Avery (como o Máskara) canta a música "Can't Take My Eyes Off Of You" na festa de sua empresa.
- No Brasil, Marcio Greick gravou sua versão no álbum de 1967, sendo chamada de "Só Sei Olhar Pra Você".
- O grupo musical Muse lançou em 2002 sua versão de "Can't Take My Eyes Off You" no single Dead Star/In Your World.
- Em 2006 o cantautor estadunidense Barry Manilow regravou uma cover no álbum The Greatest Songs of the Sixties.
- No Japão a banda Sandaime J Soul Brothers gravou sua versão em japonês no álbum digital de 2011, sendo chamada de "Kimi no hitomi ni koishiteru". Na ocasião, a banda fez também um dueto com o cantor Kiyoshi Hikawa na mesma música citada acima em uma das apresentações televisivas.
- Em 2016 a banda brasileira Jamz regravou um cover especialmente para a trilha sonora da novela Sol Nascente.